# Tilly-sur-Meuse
 Tilly-sur-Meuse  es una población y comuna francesa, en la región de Lorena, departamento de Mosa, en el distrito de Verdún y cantón de Souilly.

## Demografía
| 237 | 228 | 235 | 237 | 237 | 222 |
| Para los censos de 1962 a 1999 la población legal corresponde a la población sin duplicidades (Fuente: INSEE [Consultar]) |     |     |     |     |     |